# Naifu
Naifu（ナイフ）是日本的摇滚乐团，是GIZA studio下属的继WAG和doa以来又一男子乐团。

## 来历
- 2005年由过去以个人活动为主的荒神直规和SCHON为中心组成乐团，此后，以大阪的Live House为中心展开演唱活动。
- 2007年所属GIZA studio。
- 2009年11月19日宣布于12月31日解散。

## 成员
·现有成员
- （原ELF成员）
- （原MR.ORANGE/CRAVE成员，以SCHON的名义演出）

·原有成员

## 作品

### 单曲
| 编号 | 发售日期       | 单曲标题      |
| ---- | -------------- | ------------- |
| 1    | 2008年7月23日  | Take The Wave |
| 2    | 2008年11月19日 | Mysterious    |
| 3    | 2009年2月4日   |               |
| 4    | 2009年6月17日  |               |

### EP
1. ALL OVER NOW EP (2008/04/23)

### 专辑
1. ONE (2009/03/04)

## 参照
- Being,Inc.
- GIZA studio